# RKSV Centro Dominguito
El RKSV Centro Dominguito (nom complet Rooms Katholieke Sport Vereiniging Centro Dominguito) és un club de futbol de la ciutat de Willemstad, a Curaçao. Va ser fundat l'any 1952.

## Palmarès
- Lliga de Curaçao de futbol:[2]
  - 1987, 2012, 2013, 2015, 2016, 2017